# ТЭЦ Любятув
ТЭЦ Любятув — теплоэлектроцентраль на западе Польши, расположенная примерно в три десятка километров к западу от Гожува-Великопольского.
Станцию ввели в эксплуатацию в 2013 году рядом с селом Совя-Гура в рамках освоения нефтегазового месторождения Любятув. Здесь установили четыре генераторные установки на основе двигателей внутреннего сгорания General Electric Jenbacher J620 общей мощностью 13,4 МВт. Их топливная эффективность при производстве электроэнергии составляет 42 %, при этом благодаря котлам-утилизаторам также производится тепловая энергия.